# دهه ۱۸۲۰ (میلادی)
دهه ۱۸۲۰ (میلادی) صد و هشتاد و دومین دهه تقویم میلادی است.

## زادگان
- ۱۷ ژانویه ۱۸۲۰ - آن برونته نویسنده و شاعر انگلیسی

## درگذشتگان
- ۲۶ مارس ۱۸۲۷ - لودویگ وان بتهوون آهنگ‌ساز آلمانی

‎